# Anagroidea boweni
Anagroidea boweni är en stekelart som beskrevs av Yoshimoto 1990. Anagroidea boweni ingår i släktet Anagroidea och familjen dvärgsteklar. Inga underarter finns listade i Catalogue of Life.